# Charles Bwire
Charles Bwire – kenijski piłkarz grający na pozycji bramkarza.

## Kariera klubowa
Bwire w swojej karierze grał w klubie AFC Leopards Nairobi.

## Kariera reprezentacyjna
W 1992 roku Bwire był powołany do reprezentacji Kenii na Puchar Narodów Afryki 1992, jednak nie zagrał w nim ani razu.